# Piloci / Do Ani
„Piloci / Do Ani” – singel grupy Kult wydany w 1986 roku przez wydawnictwo Tonpress w nakładzie 1800 sztuk.

## „Do Ani”
Piosenka wydana została w innej wersji na płycie Spokojnie z 1988, a w oryginale na kompaktowym wydaniu Posłuchaj to do ciebie w 1992. Ponieważ Kult umowę na wydanie singla podpisał z Tonpressem dożywotnio, „Do Ani” podobnie jak dwa inne utwory („Piloci”, „Piosenka młodych wioślarzy”) ukazywały się wielokrotnie bez wiedzy muzyków na różnych kompilacjach.
„Do Ani” początkowo nosiła tytuł „Kocham cię”, jednak tytuł ten został już zarezerwowany w ZAIKS, co zmusiło muzyków do zmiany nazwy. Na albumie koncertowym Made in Poland z 2016 została zatytułowana "Do Ani, mojej żony".

### Muzyka
Piosenka klimatem nawiązuje do utworu „Fever” Elvisa Presleya. Muzycy wśród inspiracji wymieniali też utwór The Police „Walking On The Moon” oraz jeden z singli The Jesus and Mary Chain. W trakcie utworu następuje przejście od spokojnej części „feverowej” do dynamicznej „jesusowej”. W innej wersji utworu zespół inspirował się sceną z filmu Salto reż. Tadeusza Konwickiego, gdzie pojawia się scena, w której Zbigniew Cybulski gra na kontrabasie.

### Tekst
Treść utworu mówi o miłości i tęsknocie. Kazik napisał ją podczas częstych podróży do swojej przyszłej żony, tytułowej Ani. W czasie gdy piosenka była pisana, mieszkali w dużej odległości od siebie. Tęsknota do ukochanej została wyrażona tekstem Umieram patrząc w okno na korytarzu.
Pierwotny tekst utworu powstał po angielsku (Kazik określał go jako „angielsko-norweski”), a jego pierwsza zwrotka została wykorzystana później na płycie 45–89 w utworze Angelo Jacopucci.

## Muzycy
- Kazik Staszewski – śpiew, saksofon[1]
- Piotr Wieteska – gitara basowa, beczki[1]
- Janusz Grudziński – gitara[1]
- Jacek Szymoniak – instrumenty klawiszowe, trąbka[1]
- Tadeusz Kisieliński – perkusja[1]

## Inne
- Nagrany w studiu Tonpressu w Warszawie[1]
- Realizacja nagrań: Włodzimierz Kowalczyk[1]